# Акопян, Анаит
Анаит Акопян (род. 17 июля 1997, Талин, Арагацотнская область, Армения) — армянская певица. В 2024 году она представляла Армению на международном конкурсе «Новая волна 2024», проходивший в Сочи, где получила высшую оценку членов жюри и стала победительницей, набрав 222 балла.

## Биография
Родилась 17 июля 1997 в Талине.
В 2005 году Анаит Акопян поступила в музыкальную школу имени Александра Ачемяна города Еревана, изучала народное пение и выступала как солистка. Высшее образование получила в Ереванском Государственном Университете на кафедре кавказоведение исторического факультета.

## Карьера
В 2010 году Анаит Акопян участвовала в проекте «Звезды 2» телеканала «Шант» и прошла в финал. В том же году ей было присвоено звание лауреата на российском республиканском фестивале «Песня – мост дружбы».
В 2011 году Акопян стала победительницей национального конкурса «Золотой голос». В том же году на 3-м международном конкурсе «Возрождение», посвященном 20- летию Республики Армении, ей было присвоено звание лауреата 1-й степени и золотая медаль. Она также участвовала в финальном этапе армянского детского конкурса "Junior Eurovision".
В 2012 году Акопян выступила в нескольких концертных программах, организованных Министерством обороны Армении, и за свои выступления получила множество наград. Также Анаит Акопян вместе со студентами ЕГУ выступала с концертными программами в ряде воинских частей Армении и Арцаха.
Певица продолжала участвовать в разных музыкальных конкурсах. В 2014 году певица участвовала в конкурсе ««X-Фактор», где вошла в лучшую тройку в команде девушек.
В 2017 году Акобян вошла в десятку лучших вокалистов телешоу "Голос Армении".
Международное признание Акопян возросло, когда она выиграла международный конкурс «Berliner Perle», проходивший в Германии в 2018 году.
В 2024 году Акопян выпустила свою первую песню и клип под названием «Другой мир».
В том же году она представляла Армению на международном конкурсе "Новая Волна 2024" в Сочи, где получила наивысшую оценку от членов жюри и стала абсолютной победительницей.
8 декабря 2024 года Анаит Акопян выступила на всемирно известной сцене театра Dolby в рамках церемонии награждения Armenian Music Video Awards, где была удостоена специальной премии.
В мае 2025 года певица представила свою новую музыкальную молитву под названием «Небо армянина».

### Новая Волна 2024
Анаит участвовала  в конкурсе "Новая Волна 2024" с этими тремя песнями, набрав в общей сложности 222 очка и став абсолютной победительницей.
| Песня                                         | Филипп Киркоров | Анна Асти | Игорь Матвиенко | Ани Лорак | Сергей Лазарев | Олег Газманов | Лариса Долина | Игорь Крутой | Николай Басков | Total |
| --------------------------------------------- | --------------- | --------- | --------------- | --------- | -------------- | ------------- | ------------- | ------------ | -------------- | ----- |
| "Jan Jan"                                     | 8               | 8         | 9               | 10        | 8              | 9             | 9             | 8            | -              | 69    |
| "The Armenian's Sky" (Armenian: Հայի երկինքը) | 10              | 10        | 10              | 10        | -              | 10            | 10            | 10           | 10             | 80    |
| "My Way"                                      | 8               | 10        | 8               | 9         | 10             | 8             | 10            | 10           | -              | 73    |